# ジェラシー (井上陽水の曲)
「ジェラシー」は、日本のシンガーソングライターである井上陽水の楽曲。1981年6月21日に、自身の16枚目のシングルとしてフォーライフ・レコードからリリースされた。
1988年5月21日に8cmシングルとして再発された。

## チャート成績
オリコン最高14位ながら20.4万枚を売り上げ、久々のスマッシュヒットを記録した。

## 収録曲
| 全作詞・作曲: 井上陽水、全編曲: 星勝。 |                |          |            |      |
| #                                      | タイトル       | 作詞     | 作曲・編曲 | 時間 |
| 1.                                     | 「ジェラシー」 | 井上陽水 | 井上陽水   | 3:56 |
| 2.                                     | 「夏星屑」     | 井上陽水 | 井上陽水   | 2:53 |
| 合計時間:                              | 合計時間:      | 6:49     |            |      |

## 収録アルバム
- 『あやしい夜をまって』 (#1)

## 著名なカバー
- 髙橋真梨子 - 1989年, 『十六夜』[品番 1]初出
- 研ナオコ - 1993年, 『Ago あの頃へラブレター』[品番 2]初出
- 石川さゆり - 1997年, 『二十世紀の名曲たち 第8集』[品番 3]初出.2008年,アルバム『エンカのチカラ -SONG IS LOVE 80's&90's-』再録
- 一青窈 - 2004年, 『YOSUI TRIBUTE』[品番 4]初出